# Leo De Bock
Leo De Bock (Sint-Niklaas, 1 augustus 1959) is een Belgisch televisiemaker, redacteur en bestuurder.

## Levensloop
De Bock liep school aan de Bisschoppelijke Normaalschool te Sint-Niklaas waar hij menswetenschappen volgde en vervolgens in 1979 afstudeerde als regent Nederlands-Engels-Duits. Vervolgens was hij 3 jaar werkzaam in het psychiatrisch ziekenhuis Sint-Lucia. Hij vervulde zijn legerdienst te Burcht en keerde terug naar het psychiatrisch ziekenhuis. Vervolgens ging hij aan de slag als leraar in het Biotechnisch Instituut Sint-Isidorus waar hij werkzaam was tot 1987.
In 1987 ging hij aan de slag als tekstschrijver en scenarist bij de BRTN. Hij was er achtereenvolgens programmamaker, producer en productiemanager en werkte mee aan onder andere Terloops, NV De Wereld, Kwesties en Histories.
In 1999 ging hij aan de slag bij Humo, waar hij werd aangesteld als adjunct-hoofdredacteur. In 2000 keerde hij terug naar de VRT, waar hij aan de slag ging als netmanager van Canvas en Ketnet. Vervolgens werd hij in 2002 aangesteld als hoofdredacteur van de VRT-nieuwsdienst in opvolging van Leo Hellemans. Deze functie oefende hij uit tot september 2003 toen hij ontslag nam na interne meningsverschillen. Hierop aansluitend werd hij rechtenbeheerder voor de VRT.
In juni 2004 ging hij aan de slag als algemeen manager bij het productiehuis Kanakna, een functie die hij uitoefende tot november 2005. Vervolgens was hij een tijd zelfstandig televisieconsulent. Begin 2008 verliet hij de journalistiek om woordvoerder te worden van Minister van Justitie Stefaan De Clerck (CD&V) en vervolgens van Vlaams minister van Welzijn, Volksgezondheid en Gezin Jo Vandeurzen (CD&V). Vervolgens was hij van februari 2012 tot juni 2014 directeur corporate communicatie bij Belgacom. In juli 2014 ging hij opnieuw in de politiek aan de slag, ditmaal als communicatiemedewerker van Kris Peeters (CD&V). Na diens aanstelling als Minister van economie, werk en consumenten, werd De Bock in december 2014 aangesteld als directeur communicatie op diens kabinet.